# Przemyśl (gmina wiejska)
Przemyśl – gmina wiejska w województwie podkarpackim, w powiecie przemyskim. 
Siedziba gminy to Przemyśl, który jest oddzielnym miastem na prawach powiatu i nie wchodzi w skład gminy.
Na przestrzeni czasu gmina istniała w trzech odsłonach: 1942–1944, 1945–1954 i od 1973 (vide sekcja Historia).
Według danych z 30 czerwca 2004 gminę zamieszkiwało 9140 osób.

## Historia

### 1942–1944
Gmina wiejska Przemyśl powstała po raz pierwszy w 1942 roku podczas okupacji hitlerowskiej, w Landkreis Przemysl w dystrykcie krakowskim w Generalnym Gubernatorstwie. Powstała głównie na obszarze zniesionego radzieckiego rejonu przemyskiego, przejętego latem 1941 roku od ZSRR wraz z wybuchem wojny niemiecko-radzieckiej, do którego dołączono także dwie lewobrzeżne gromady (Bełwin i Łętownia z gminy Krzywcza) z Landkreis Jaroslau, znajdujące się w Generalnym Gubernatorstwie już od 1939 roku.
Cały obszar nowej gminy należał do 1939 roku do polskiego powiatu przemyskiego w województwie lwowskim i obejmował części obszarów pięciu gmin zbiorowych, funkcjonujących w latach 1934–1939 (1934–1940 w przypadku gmin Kuńkowce i Żurawica):
- niereaktywowanej gminy Hermanowice (północna połowa[9]) – gromady Darowice, Grochowce, Hermanowice, Kniażyce, Koniuszki, Łuczyce, Nehrybka, Pikulice, Sielec i Witoszyńce;
- niereaktywowanej gminy Prałkowce (wschodnia część[10]) – gromady Kruhel Mały, Kruhel Wielki, Prałkowce i Tarnawce;
- reaktywowanej gminy Popowice (zachodni fragment[11]) – gromady Hureczko, Krówniki i Przekopana;
- niereaktywowanej gminy Żurawica (fragment[12]) – gromada Wilcza;
- niereaktywowanej gminy Kuńkowce (środkowy fragment[13]) – gromady Bełwin i Łętownia.

Latem 1944, po zajęciu terenów na wschód od Sanu przez Armię Czerwoną, prawie cały (prawobrzeżny) obszar gminy Przemyśl został ponownie włączony do ZSRR i reaktywowanego tam rejonu przemyskiego, gdzie gminę zniesiono (rejony radzieckie były podzielone na sielsowiety, nie gminy). Lewobrzeżne gromady Bełwin i Łętownia powróciły do reaktywowanego powiatu jarosławskiego w szczątkowym województwie lwowskim, gdzie weszły w skład przywróconej gminy Kuńkowce.

### 1945–1954
W marcu 1945, w wyniku wytyczenia granicy między ZSRR a Polską, około 2/3 rejonu przemyskiego włączono do Polski. Obszar ten wszedł w skład reaktywowanego powiatu przemyskiego (do którego włączono jego lewobrzeżne terytoria, tymczasowo znajdujące się w powiecie jarosławskim), a który 8 sierpnia 1945 znalazł się w obrębie nowego województwa rzeszowskiego.
Mimo dekretu postulującego uchylenie wszelkich zmian administracyjnych wprowadzonych przez okupanta, władze polskie zdecydowały się na przywrócenie wiejskiej gminy Przemyśl, jednak o zmienionych granicach w porównaniu z jej odsłoną z lat 1942–1944:
- lewobrzeżne gromady Bełwin i Łętownia pozostały w reaktywowanej gminy Kuńkowce (gdzie już były od 1944 roku);
- gromady Darowice, Kniażyce i Koniuszki weszły w skład nowo utworzonej gminy Fredropol;
- gromadę Tarnawce włączono do nowo utworzonej gminy Krasiczyn;
- ponadto do gminy Przemyśl dołączono po raz pierwszy:
  - gromadę Hurko – należącej podczas wojny do gminy Medyka, a przed wojną do gminy Popowice;
  - gromadę Stanisławczyk – należącej podczas wojny do gminy Miżyniec, przed wojną do gminy Hermanowice.

Powojenny skład gminy Przemyśl objął zatem łącznie 16 gromad: Grochowce, Hermanowice, Hureczko, Hurko, Krówniki, Kruhel Mały, Kruhel Wielki, Łuczyce, Nehrybka, Pikulice, Prałkowce, Przekopana, Sielec, Stanisławczyk, Wilcza i Witoszyńce.
W maju 1948, w związku z korektą granic Polski z ZSRR:
- do gminy Przemyśl włączono jeszcze gromadę Rożubowice (Рожубовицька сільська рада) z radzieckiego rejonu niżankowickiego,
- natomiast nalężące do gminy Przemyśl gromady Hurko i Hureczko włączono do reaktywowanej gminy Medyka, po włączeniu do Polski zasadniczej części radzieckiego rejonu medyckiego z m.in. Medyką[20][21][22][19].

Ostatecznie gmina Przemyśl objęła (1 lipca 1952) 15 gromad: Grochowce, Hermanowice, Krówniki, Kruhel Mały, Kruhel Wielki, Łuczyce, Nehrybka, Pikulice, Prałkowce, Przekopana, Rożubowice, Sielec, Stanisławczyk, Wilcza i Witoszyńce. Gmina przetrwała do reformy gminnej w 1954 roku, kiedy to w miejsce gmin utworzono gromady (jednocześnie Kruhel Mały i Wilczą włączono do Przemyśla).

### Od 1973
Gminę Przemyśl reaktywowano 1 stycznia 1973 w związku z kolejną reformą gminną o zmienionych granicach. W jej skład weszło 15 sołectw: Bełwin, Grochowce, Hermanowice,
Krówniki, Kuńkowce, Łętownia, Łuczyce, Malhowice, Nehrybka, Ostrów, Pikulice, Rożubowice, Stanisławczyk, Ujkowice, Wapowce, Witoszyńce.
- W porównaniu ze stanem z 1954 roku nowa gmina Przemyśl objęła obszary należące do trzech gmin:
  - prawie cały obszar dawnej gminy Przemyśl, oprócz Kruhla Wielkiego i Prałkowiec, które weszły w skład gminy Krasiczyn oraz bez miejscowości włączonych do Przemyśla w 1954 (Kruhel Mały i Wilcza[24]) i 1961 roku (Sielec i Przekopana[26]).
  - Malhowice z dawnej gminy Fredropol;
  - Bełwin, Kuńkowce i Łętownię z dawnej gminy Kuńkowce.
- W porównaniu ze stanem z 1939 roku nowa gmina Przemyśl objęła obszary należące przed wojną do trzech gmin:
  - gminy Hermanowice – Grochowce, Hermanowice, Łuczyce, Malhowice, Nehrybka, Pikulice, Stanisławczyk i Witoszyńce;
  - gminy Kuńkowce – Bełwin, Kuńkowce, Łętownia, Ostrów i Wapowce;
  - gminy Popowice – Krówniki i Rożubowice.

W latach 1975–1998 gmina położona była w województwie przemyskim.
1 stycznia 1977 z gminy Przemyśl włączono do Przemyśla:
- część wsi Krówniki (271 ha);
- część wsi Ostrów (188 ha);
- część wsi Pikulice (290 ha);
- część wsi Kuńkowce (31 ha).

### Przynależność administracyjna miejscowości gminy Przemyśl w różnych latach
| Gromada/sołectwo | 1934–1939   | 1940–1941  | 1941–1942  | 1942–1944    | 1944–1945  | 1945–1948  | 1948–1954  | 1954–1960    | 1961–1972    | 1973–        |
| ---------------- | ----------- | ---------- | ---------- | ------------ | ---------- | ---------- | ---------- | ------------ | ------------ | ------------ |
| Bełwin           | Kuńkowce    | Kuńkowce   | Kuńkowce   | Przemyśl     | Kuńkowce   | Kuńkowce   | Kuńkowce   | Kuńkowce     | Kuńkowce     | Przemyśl     |
| Darowice         | Hermanowice | ZSRR, Prz. | ZSRR, Prz. | Przemyśl     | ZSRR, Prz. | Fredropol  | Fredropol  | Hermanowice  | Hermanowice  | Fredropol    |
| Grochowce        | Hermanowice | ZSRR, Prz. | ZSRR, Prz. | Przemyśl     | ZSRR, Prz. | Przemyśl   | Przemyśl   | Grochowce    | Pikulice     | Przemyśl     |
| Hermanowice      | Hermanowice | ZSRR, Prz. | ZSRR, Prz. | Przemyśl     | ZSRR, Prz. | Przemyśl   | Przemyśl   | Hermanowice  | Hermanowice  | Przemyśl     |
| Hureczko         | Popowice    | ZSRR, Med. | ZSRR, Med. | Przemyśl     | ZSRR, Med. | Przemyśl   | Medyka     | Przekopana   | Krówniki     | Medyka       |
| Hurko            | Popowice    | ZSRR, Med. | ZSRR, Med. | Medyka       | ZSRR, Med. | Przemyśl   | Medyka     | Przekopana   | Medyka       | Medyka       |
| Kniażyce         | Hermanowice | ZSRR, Prz. | ZSRR, Prz. | Przemyśl     | ZSRR, Prz. | Fredropol  | Fredropol  | Grochowce    | Fredropol    | Fredropol    |
| Koniuszki        | Hermanowice | ZSRR, Prz. | ZSRR, Prz. | Przemyśl     | ZSRR, Prz. | Fredropol  | Fredropol  | Hermanowice  | Hermanowice  | Fredropol    |
| Krówniki         | Popowice    | ZSRR, Med. | ZSRR, Med. | Przemyśl     | ZSRR, Med. | Przemyśl   | Przemyśl   | Krówniki     | Krówniki     | Przemyśl     |
| Kruhel Mały      | Prałkowce   | ZSRR, Prz. | ZSRR, Prz. | Przemyśl     | ZSRR, Prz. | Przemyśl   | Przemyśl   | Przemyśl (m) | Przemyśl (m) | Przemyśl (m) |
| Kruhel Wielki    | Prałkowce   | ZSRR, Prz. | ZSRR, Prz. | Przemyśl     | ZSRR, Prz. | Przemyśl   | Przemyśl   | Prałkowce    | Krasiczyn    | Krasiczyn    |
| Kuńkowce         | Kuńkowce    | Kuńkowce   | Kuńkowce   | Przemyśl (m) | Kuńkowce   | Kuńkowce   | Kuńkowce   | Kuńkowce     | Kuńkowce     | Przemyśl     |
| Łętownia         | Kuńkowce    | Kuńkowce   | Kuńkowce   | Przemyśl     | Kuńkowce   | Kuńkowce   | Kuńkowce   | Kuńkowce     | Kuńkowce     | Przemyśl     |
| Łuczyce          | Hermanowice | ZSRR, Med. | ZSRR, Med. | Przemyśl     | ZSRR, Med. | Przemyśl   | Przemyśl   | Krówniki     | Krówniki     | Przemyśl     |
| Malhowice        | Hermanowice | ZSRR, Prz. | ZSRR, Prz. | Niżankowice  | ZSRR, Prz. | ZSRR, Niż. | Fredropol  | Hermanowice  | Hermanowice  | Przemyśl     |
| Nehrybka         | Hermanowice | ZSRR, Prz. | ZSRR, Prz. | Przemyśl     | ZSRR, Prz. | Przemyśl   | Przemyśl   | Pikulice     | Pikulice     | Przemyśl     |
| Ostrów           | Kuńkowce    | Kuńkowce   | Kuńkowce   | Przemyśl (m) | Kuńkowce   | Kuńkowce   | Kuńkowce   | Kuńkowce     | Kuńkowce     | Przemyśl     |
| Pikulice         | Hermanowice | ZSRR, Prz. | ZSRR, Prz. | Przemyśl     | ZSRR, Prz. | Przemyśl   | Przemyśl   | Pikulice     | Pikulice     | Przemyśl     |
| Prałkowce        | Prałkowce   | ZSRR, Prz. | ZSRR, Prz. | Przemyśl     | ZSRR, Prz. | Przemyśl   | Przemyśl   | Prałkowce    | Krasiczyn    | Krasiczyn    |
| Przekopana       | Popowice    | ZSRR, Prz. | ZSRR, Prz. | Przemyśl     | ZSRR, Prz. | Przemyśl   | Przemyśl   | Przekopana   | Przemyśl (m) | Przemyśl (m) |
| Rożubowice       | Popowice    | ZSRR, Med. | ZSRR, Med. | Popowice     | ZSRR, Med. | ZSRR, Niż. | Przemyśl   | Hermanowice  | Hermanowice  | Przemyśl     |
| Sielec           | Hermanowice | ZSRR, Prz. | ZSRR, Prz. | Przemyśl     | ZSRR, Prz. | Przemyśl   | Przemyśl   | Krówniki     | Przemyśl (m) | Przemyśl (m) |
| Stanisławczyk    | Hermanowice | ZSRR, Prz. | ZSRR, Prz. | Miżyniec     | ZSRR, Prz. | Przemyśl   | Przemyśl   | Hermanowice  | Hermanowice  | Przemyśl     |
| Tarnawce         | Prałkowce   | ZSRR, Prz. | ZSRR, Prz. | Przemyśl     | ZSRR, Prz. | Krasiczyn  | Krasiczyn  | Krasiczyn    | Krasiczyn    | Krasiczyn    |
| Ujkowice         | Kuńkowce    | Kuńkowce   | Kuńkowce   | Orzechowce   | Orzechowce | Orzechowce | Orzechowce | Maćkowice    | Maćkowice    | Przemyśl     |
| Wapowce          | Kuńkowce    | Kuńkowce   | Kuńkowce   | Krzywcza     | Kuńkowce   | Kuńkowce   | Kuńkowce   | Kuńkowce     | Kuńkowce     | Przemyśl     |
| Wilcza           | Żurawica    | ZSRR, Prz. | ZSRR, Prz. | Przemyśl     | ZSRR, Prz. | Przemyśl   | Przemyśl   | Przemyśl (m) | Przemyśl (m) | Przemyśl (m) |
| Witoszyńce       | Hermanowice | ZSRR, Prz. | ZSRR, Prz. | Przemyśl     | ZSRR, Prz. | Przemyśl   | Przemyśl   | Grochowce    | Pikulice     | Przemyśl     |

## Struktura powierzchni
Według danych z roku 2002 gmina Przemyśl ma obszar 108,39 km², w tym:
- użytki rolne: 58%
- użytki leśne: 34%

Gmina stanowi 8,93% powierzchni powiatu.

## Demografia

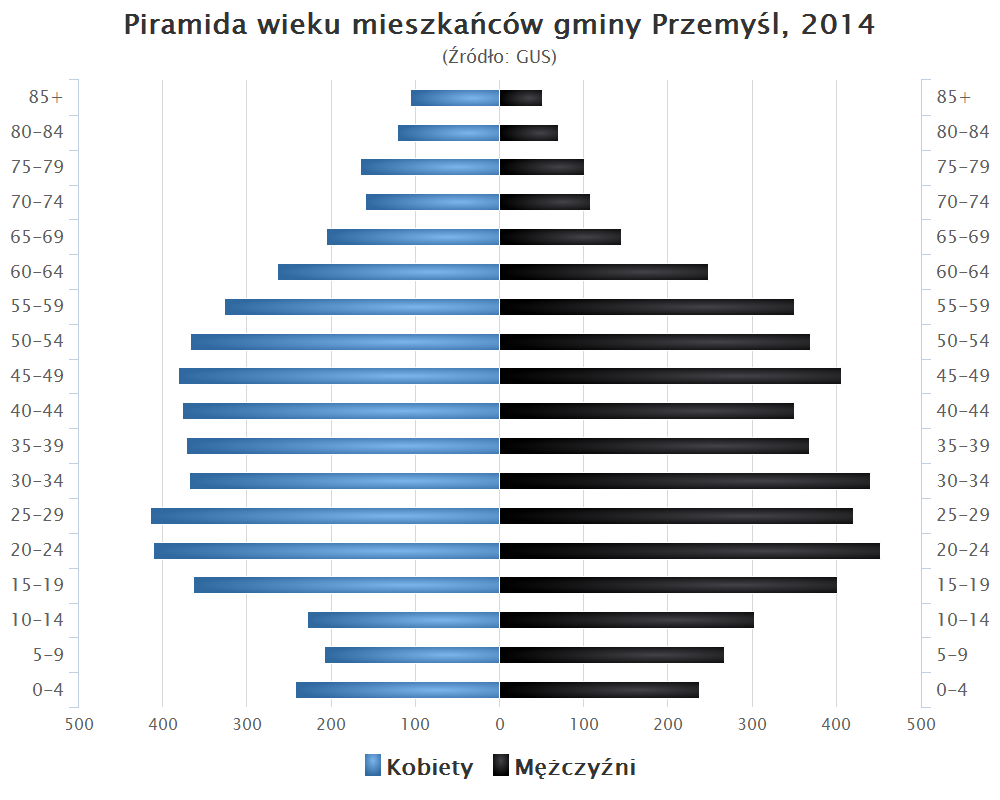
Piramida wieku mieszkańców gminy Przemyśl w 2014 roku

Dane z 30 czerwca 2004:
| Opis                              | Ogółem | Ogółem | Kobiety | Kobiety | Mężczyźni | Mężczyźni |
| --------------------------------- | ------ | ------ | ------- | ------- | --------- | --------- |
| jednostka                         | osób   | %      | osób    | %       | osób      | %         |
| populacja                         | 9140   | 100    | 4593    | 50,3    | 4547      | 49,7      |
| gęstość zaludnienia (mieszk./km²) | 84,3   | 84,3   | 42,4    | 42,4    | 42        | 42        |

## Sołectwa
W skład gminy wchodzą sołectwa:
Bełwin, Grochowce, Hermanowice, Krówniki, Kuńkowce, Łętownia, Łuczyce, Malhowice, Nehrybka, Ostrów, Pikulice, Rożubowice, Stanisławczyk, Ujkowice, Wapowce, Witoszyńce.

## Sąsiednie gminy
Fredropol, Krasiczyn, Krzywcza, Medyka, Przemyśl (miasto), Żurawica. Gmina sąsiaduje z Ukrainą.